# 邦帕斯鎮區 (伊利諾伊州里奇蘭縣)
邦帕斯鎮區（英語：Bonpas Township）是位於美國伊利諾伊州里奇蘭縣的一個行政鎮區。

## 地方資料
根據2010年美國人口普查的數據，邦帕斯鎮區的面積為97.20平方千米，當中陸地面積為97.20平方千米，而水域面積為0.00平方千米。當地共有人口385人，而人口密度為每平方千米3.96人。